# 리처드 밴담
리처드 캠벨 앤드루 밴담(영어: Richard Campbell Andrew Brandram, 1911년 8월 5일 ~ 1994년 3월 28일)은 1947년 그리스와 덴마크의 공주 에카테리니와 결혼한 영국 육군 소령으로 유럽의 대부분의 왕실과 인연을 맺었다.